# Penisola di Rybačij

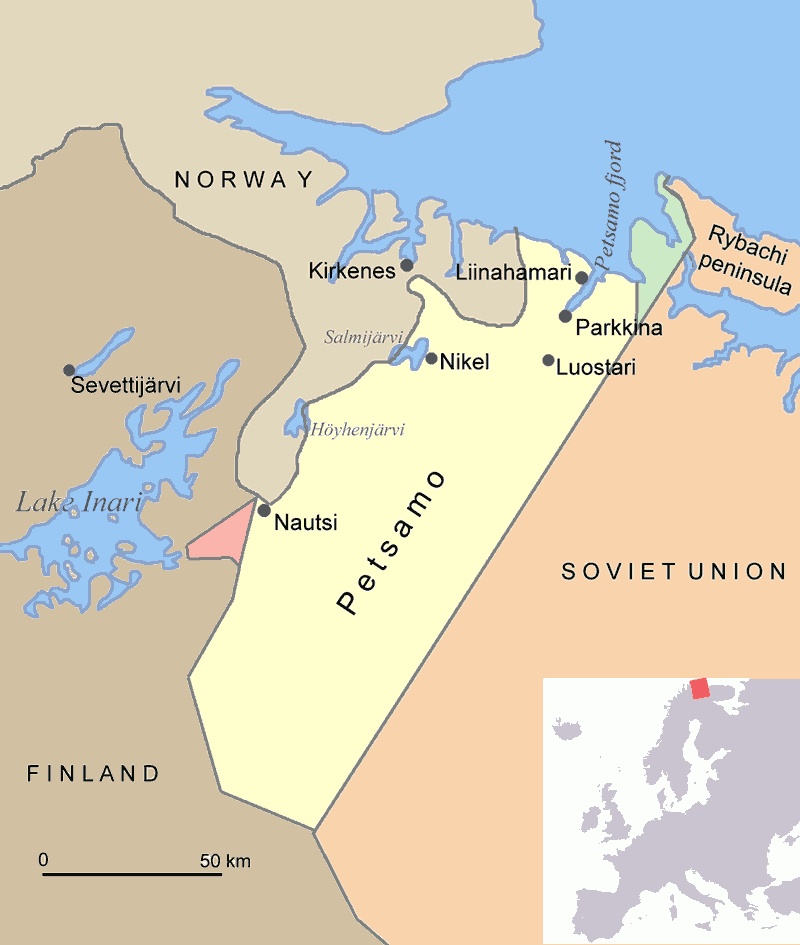
Carta della regione di Petsamo: la parte verde in alto è la penisola dei Pescatori, ceduta dalla Finlandia all'Unione Sovietica dopo la guerra d'inverno; la parte chiara è la regione di Petsamo, acquisita dall'Unione Sovietica con i trattati di Parigi; la zona rossa è il territorio di Jäniskoski–Niskakoski, ceduto all'Unione Sovietica nel 1947

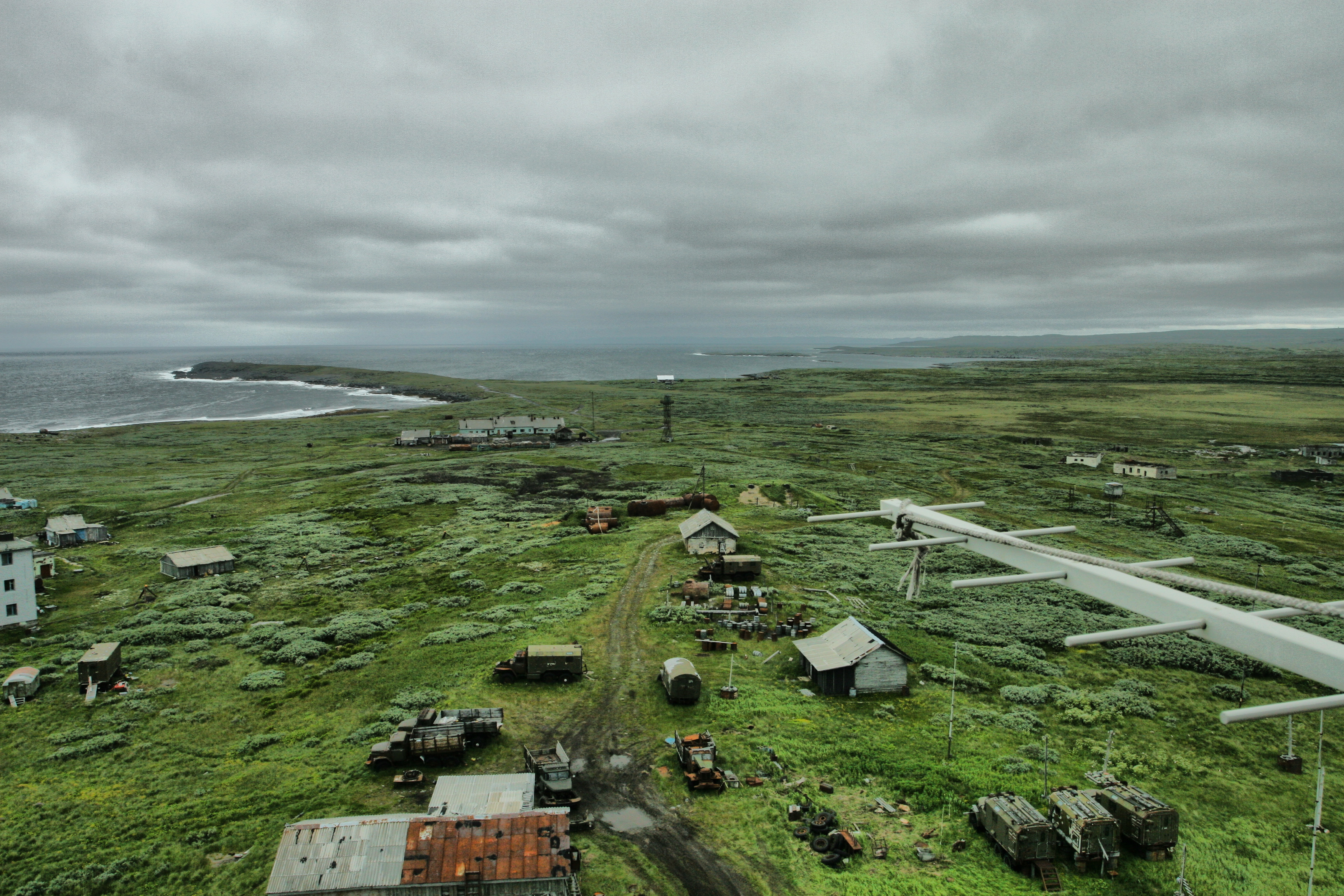
Il villaggio di Cypnavolok, vista del capo dal faro

La penisola dei Pescatori (in russo полуостров Рыбачий?, traslitt. Poluostrov Rybačij; norvegese: Fiskerhalvøya; finlandese: Kalastajasaarento; sami: Giehkirnjárga), è la parte più settentrionale della Russia europea continentale.

## Geografia
La penisola si compone di due parti: la penisola Srednij (in russo, Poluostrov Srednij), collegata con il continente europeo da un sottile istmo, e la penisola dei Pescatori vera e propria, collegata con Srednij a sua volta da un sottile istmo. Pertanto la penisola è quasi completamente circondata dal mare che, nella parte meridionale si insinua in diverse insenature (in particolare la baia Bol'šaja Volokovaja a ovest e il golfo Motovskij a sud). Amministrativamente la penisola fa parte del distretto di Pečenga, nell'oblast' di Murmansk. L'occupazione principale della popolazione gravita sull'allevamento delle renne, dal 2003 inoltre sono iniziate diverse perforazioni del suolo per la ricerca di petrolio.

## Storia
La penisola dei Pescatori si trova in una zona dove i confini sono stati tracciati relativamente tardi, il confine russo-norvegese è stato tracciato infatti solo nel 1826, lasciando la penisola dal lato russo del confine. A quel tempo la penisola era abitata soltanto da alcuni coloni norvegesi. Dopo la Rivoluzione russa, le parti occidentali di entrambe le penisole furono cedute alla neocostituita Finlandia. Dopo la guerra d'inverno del 1939-1940, la Finlandia le dovette però cedere all'Unione Sovietica, a seguito del trattato di Mosca (1940). I coloni norvegesi restarono così "intrappolati" all'interno dell'Unione Sovietica: alcuni dei loro discendenti sono stati autorizzati a riprendere la cittadinanza norvegese dopo la caduta della cortina di ferro.
Durante la seconda guerra mondiale per tre anni la zona è stata un campo di battaglia tra tedeschi e sovietici: sulla penisola rimangono ancor oggi presenti numerose postazioni fortificate costruite in quel periodo. Prima della dissoluzione dell'Unione Sovietica il territorio era pesantemente militarizzato a causa della vicinanza con la Norvegia, Paese membro della NATO. Ora i militari non sono più presenti ma il territorio ancora oggi è chiuso agli stranieri.

## Galleria d'immagini

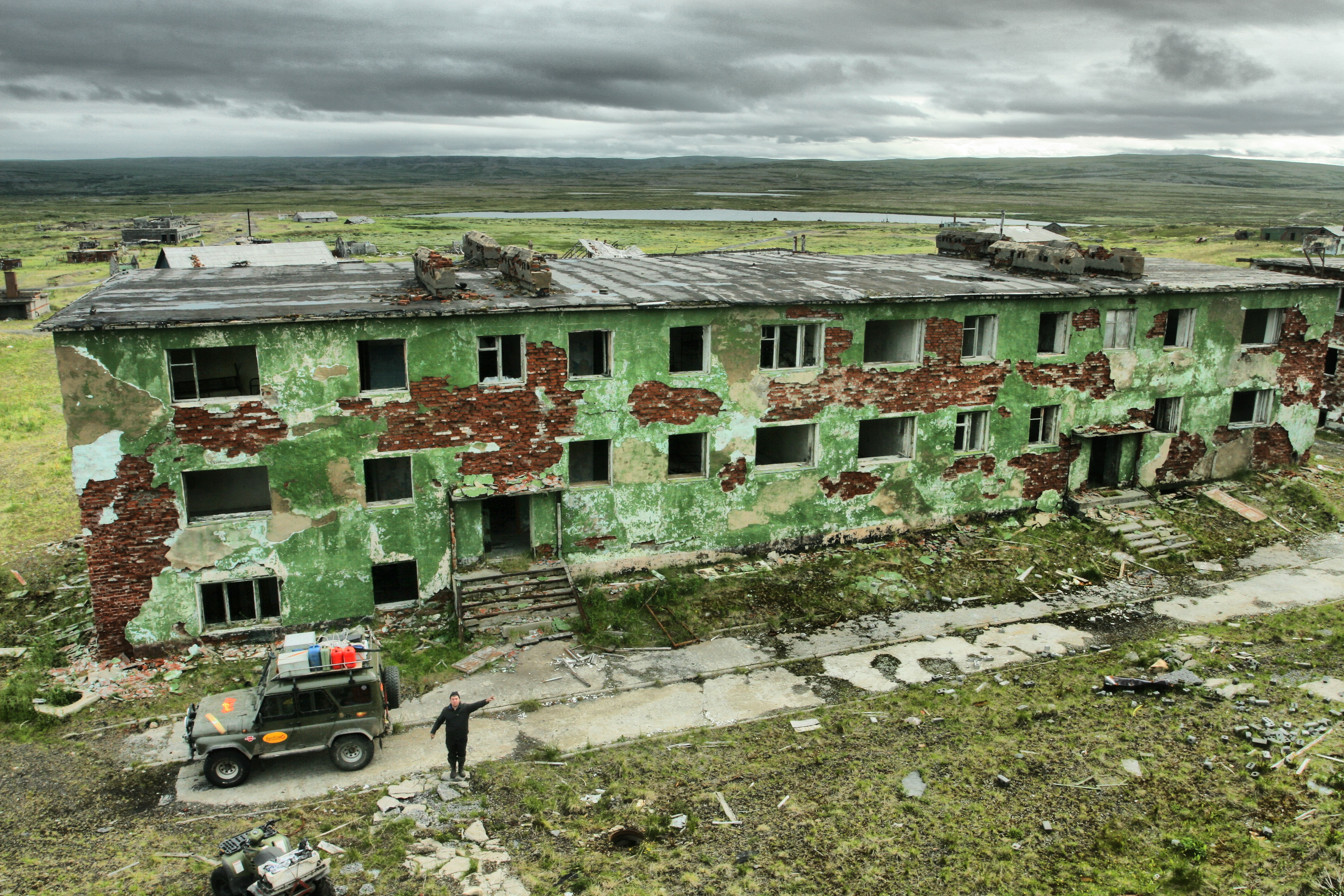
Edificio diroccato
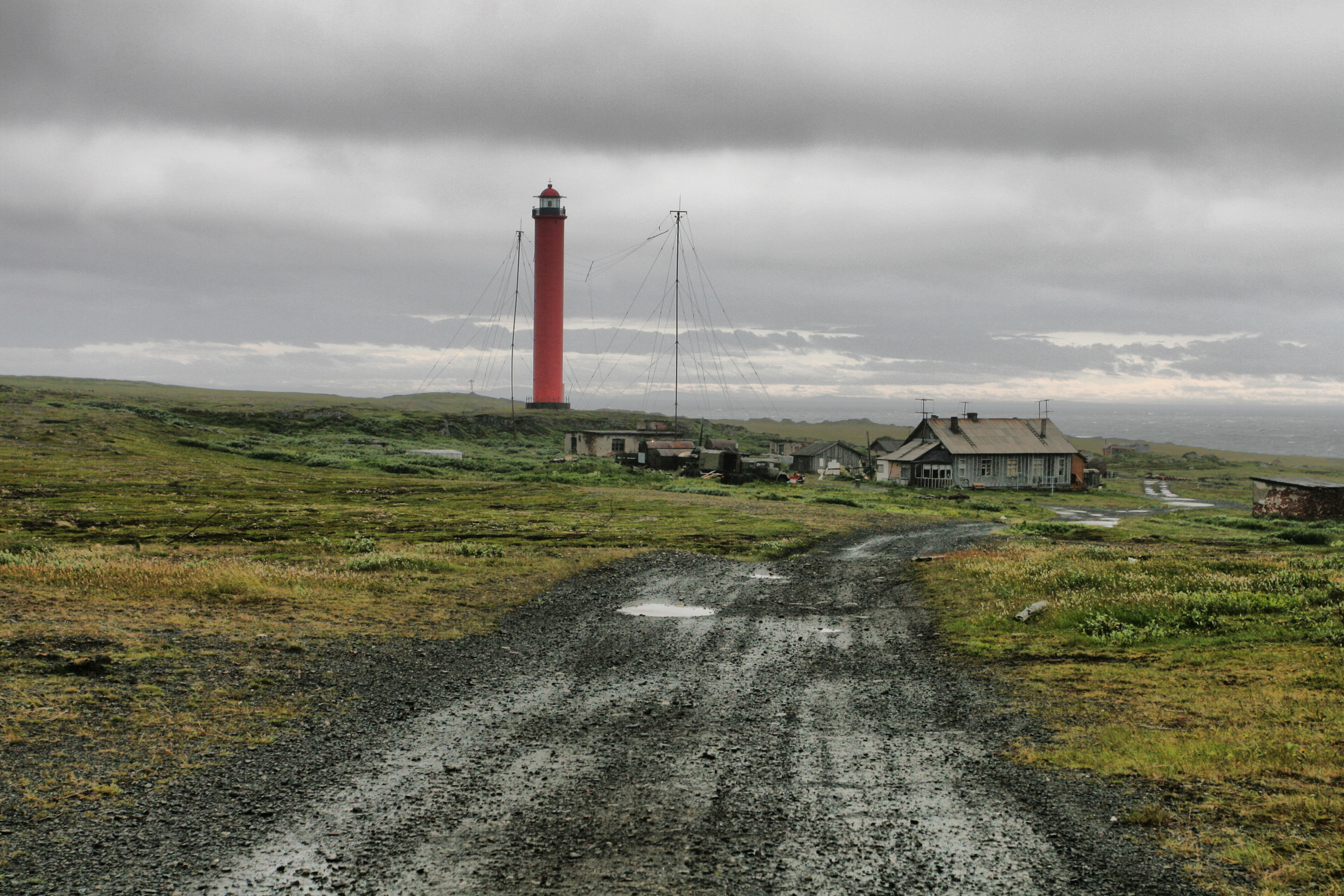
Vaida-Guba
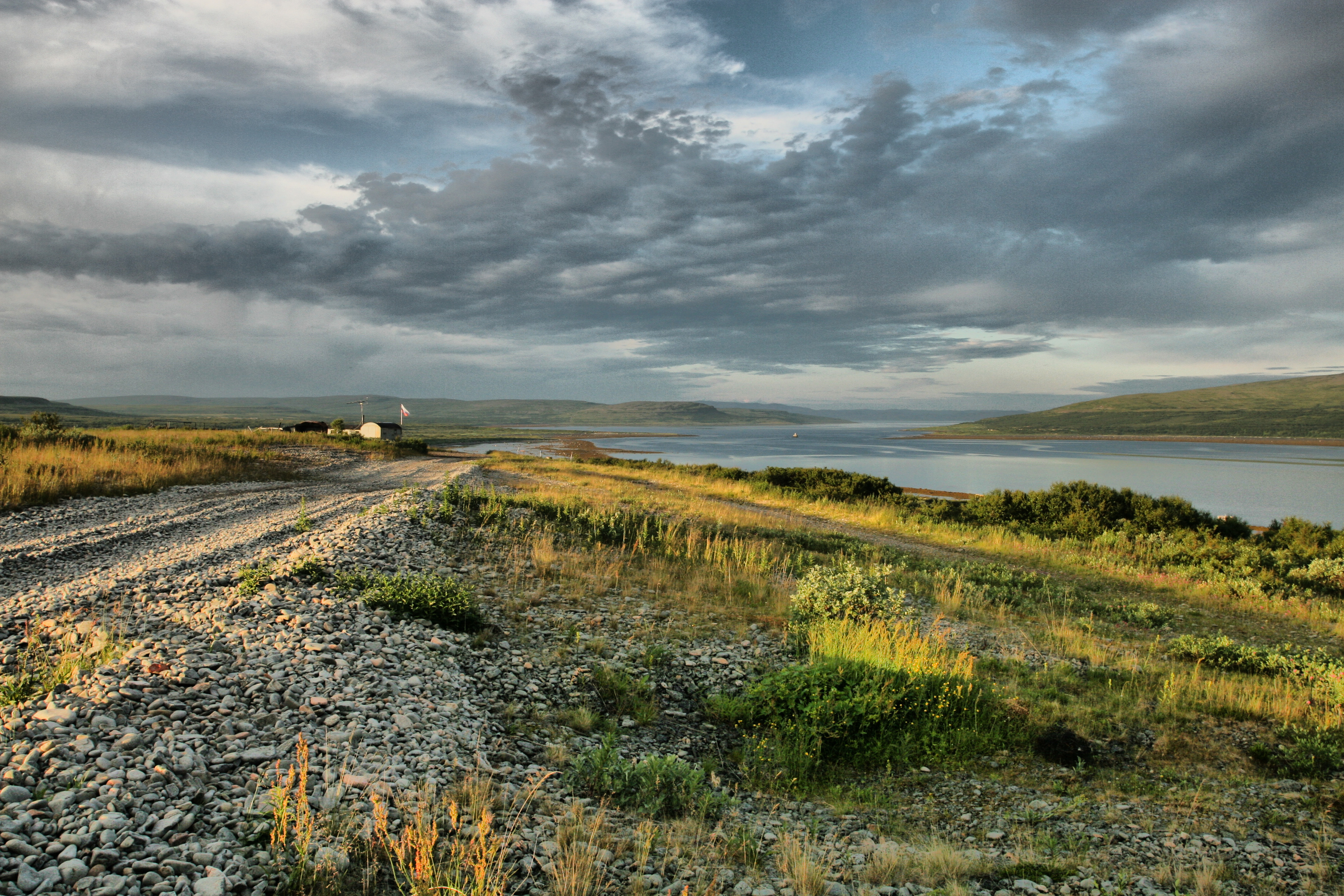
La baia di Ozerko
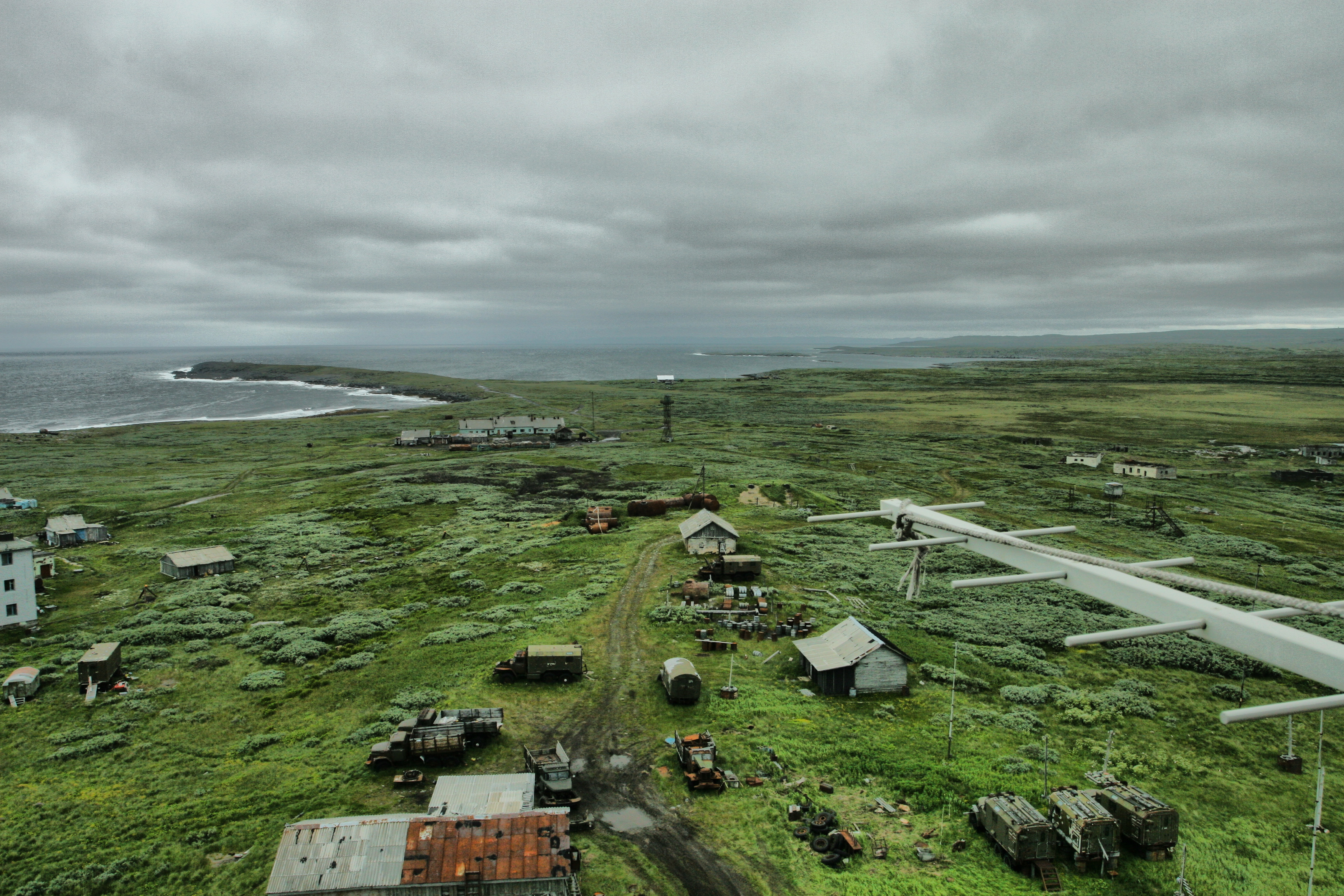
Il villaggio di Cypnavolok, sul versante orientale
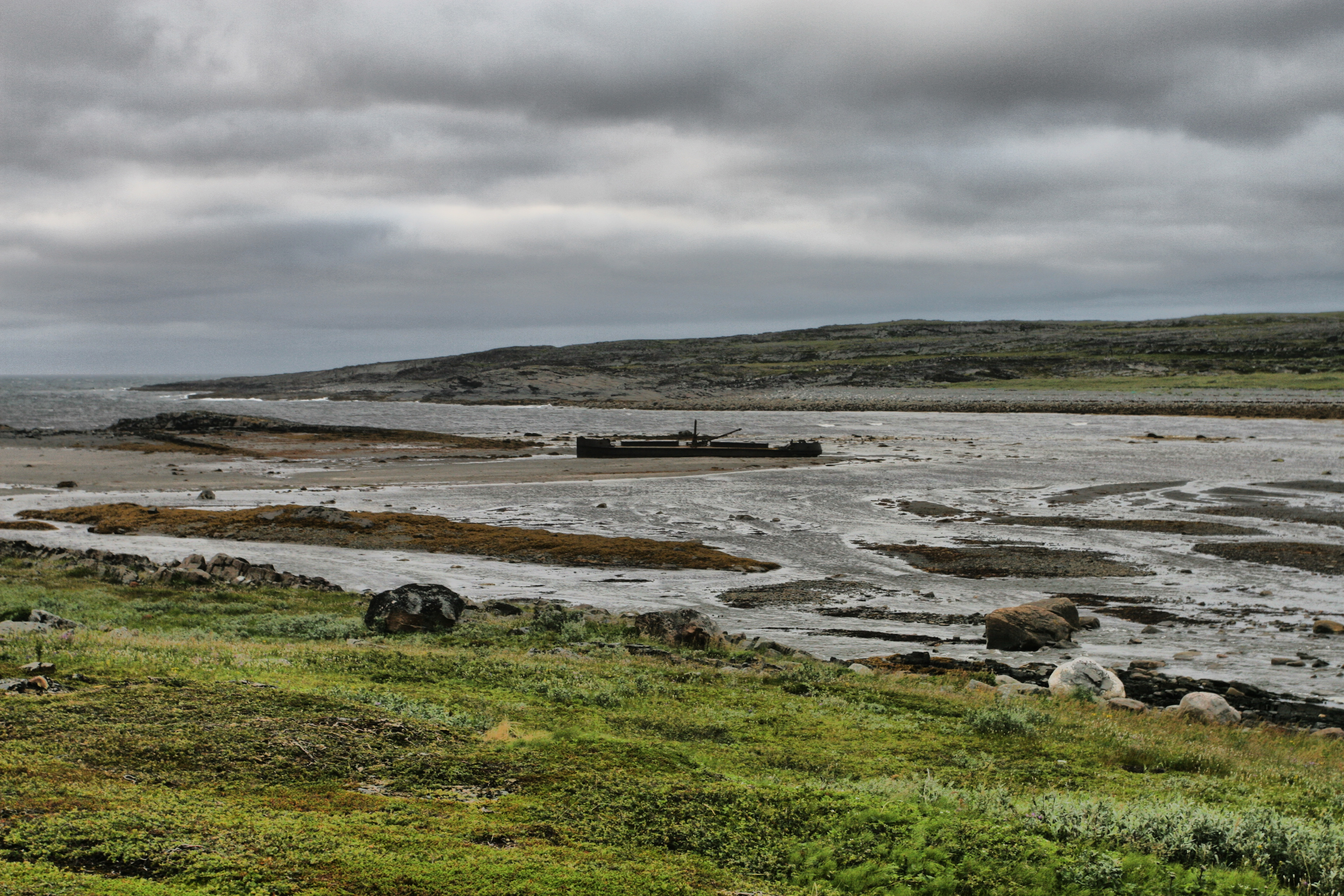
Relitto